# Henry Coventry
L'honorable Henry Coventry (1619-1686) est un homme politique anglais qui est secrétaire d'État au département du Nord entre 1672 et 1674 et au département du Sud entre 1674 et 1680.

## Biographie
Il est le troisième fils du deuxième mariage de Thomas Coventry (1er baron Coventry) avec Elizabeth Aldersley ; il est le frère de sir William Coventry (en), oncle du marquis d'Halifax, oncle de sir John Coventry et beau-frère d'Anthony Ashley-Cooper (1er comte de Shaftesbury). Il est diplômé du Queen's College d'Oxford en 1632 à l'âge de 14 ans et obtient son diplôme l'année suivante. Il est membre de l'All Souls College d'Oxford et y reste jusqu'en 1648. Il est diplômé en arts et en droit. Il est peut-être devenu chancelier du diocèse de Llandaff dès 1638. En 1640, il obtient l'autorisation de voyager et reste à l'étranger jusqu'à la veille de la restauration. Il était donc absent d'Angleterre pendant les guerres civiles anglaises.

## Carrière
En 1654, il est capitaine dans l'armée néerlandaise, mais en contact avec Charles II pendant son exil. Pendant une partie de son séjour à l'étranger, il est employé comme agent royaliste en Allemagne et au Danemark, en compagnie de William Wentworth (2e comte de Strafford), jusqu'à ce que le partenariat soit dissous par une violente querelle, conduisant apparemment à un duel. Les informations sur sa localisation à cette date sont très confuses; Henry, son frère aîné Francis et son frère cadet, William, étant tous attachés à la cour en exil et tous communément appelés Coventry. Avant la Restauration, Francis a cessé de prendre une part active aux affaires publiques, et William s'est consacré plus particulièrement au service du duc d'York, dont il demeure le secrétaire pendant que le duc occupait la charge de lord-amiral.
En 1660, il revient en Angleterre avec des lettres pour les dirigeants presbytériens, dont Anthony Ashley-Cooper (1er comte de Shaftesbury), qui est marié à Margaret, la sœur d'Henry. En même temps, il jouit du patronage d'Edward Hyde (1er comte de Clarendon), et reste un ami fidèle de Clarendon jusqu'à la fin . En 1661, Henry est devenu député de Droitwich. Il est resté au service de la couronne, occupant le poste de valet de la chambre à coucher de 1662 à 1672, et en septembre 1664, il est envoyé comme ambassadeur en Suède, où il est resté pendant les deux années suivantes, "s'habituant au nord au moyens de divertissement, et cela a grandi avec lui avec l'âge ". En 1667, il est envoyé, conjointement avec Denzil Holles (1er baron Holles), comme plénipotentiaire pour négocier le Traité de Bréda, qui, après l'été honteux, est finalement conclu à Bréda.

### Chute de Clarendon
Au cours des négociations à Breda, il a trouvé le temps d'écrire une sincère lettre de condoléances à son vieil ami Lord Clarendon pour le décès de son épouse Frances Hyde. Contrairement à son frère William, Henry s'est opposé à la destitution et au bannissement de Clarendon, et ses discours éloquents à la Chambre des communes pour défendre Clarendon ont renforcé sa réputation. Lorsque le roi, déterminé à faire chuter Clarendon, exprima son mécontentement, Henry, avec sa franchise habituelle, répondit que s'il ne pouvait pas s'exprimer au Parlement, il valait mieux ne pas y aller du tout. Au crédit du roi, malgré leurs désaccords, il était plus tard disposé à élever Henry à de hautes fonctions.
La loyauté de Coventry en tant qu'ami serait encore démontrée par son attitude envers Clarendon en exil : il a annulé l'interdiction des visites de ses enfants à Clarendon dans son exil français et pourrait avoir œuvré au son retour éventuel d'exil lorsque Clarendon est décédé en 1674. Coventry a ensuite organisé les funérailles privées de Clarendon à l'Abbaye de Westminster .

### Secrétaire d'État
En 1671, il est de nouveau envoyé dans une ambassade en Suède et, en 1672, il est nommé secrétaire d'État du département du Nord, transféré au département du Sud en 1674. Dans ce poste, où il est resté jusqu'en 1680, lorsque sa santé, brisée par de fréquentes crises de goutte, l'a contraint à se retirer de la vie publique . Il est un administrateur compétent, qui a mis en place un service de renseignement efficace: même les plaintes les plus mineures contre la Couronne, telles que la "malédiction du roi pour son mauvais exemple envers les autres maris", prononcée par l'épouse du geôlier de la ville de Newcastle upon Tyne, est venu à son attention.

### Complot papiste
Pendant le Complot papiste, alors que les nerfs de son collègue, Joseph Williamson, craquent sous la pression, Coventry garde généralement son sang-froid, mais il est préoccupé par l'hystérie publique: «la nation et la ville sont aussi consternées que possible." . Sa nature cynique et sceptique, comme celle de Charles II, le dissuade, au moins aux premiers stades, de croire au complot, et il se méfie particulièrement du fameux informateur William Bedloe. Comme la plupart des gens rationnels à l'époque, il a fini par croire qu'il y avait eu un complot quelconque, même s'il considère une grande partie des preuves comme suspectes. Pendant la crise d'exclusion, il est l'un des premiers à avertir que toute tentative visant à exclure le duc d'York de la succession pourrait conduire à une Guerre civile : "si ce prince se rend dans un autre endroit, cela doit vous coûter une armée permanente pour l'amener à revenir." .